# Kiliani-Volksfest

Eröffnungsfeuerwerk des Kiliani-Volksfestes 2009

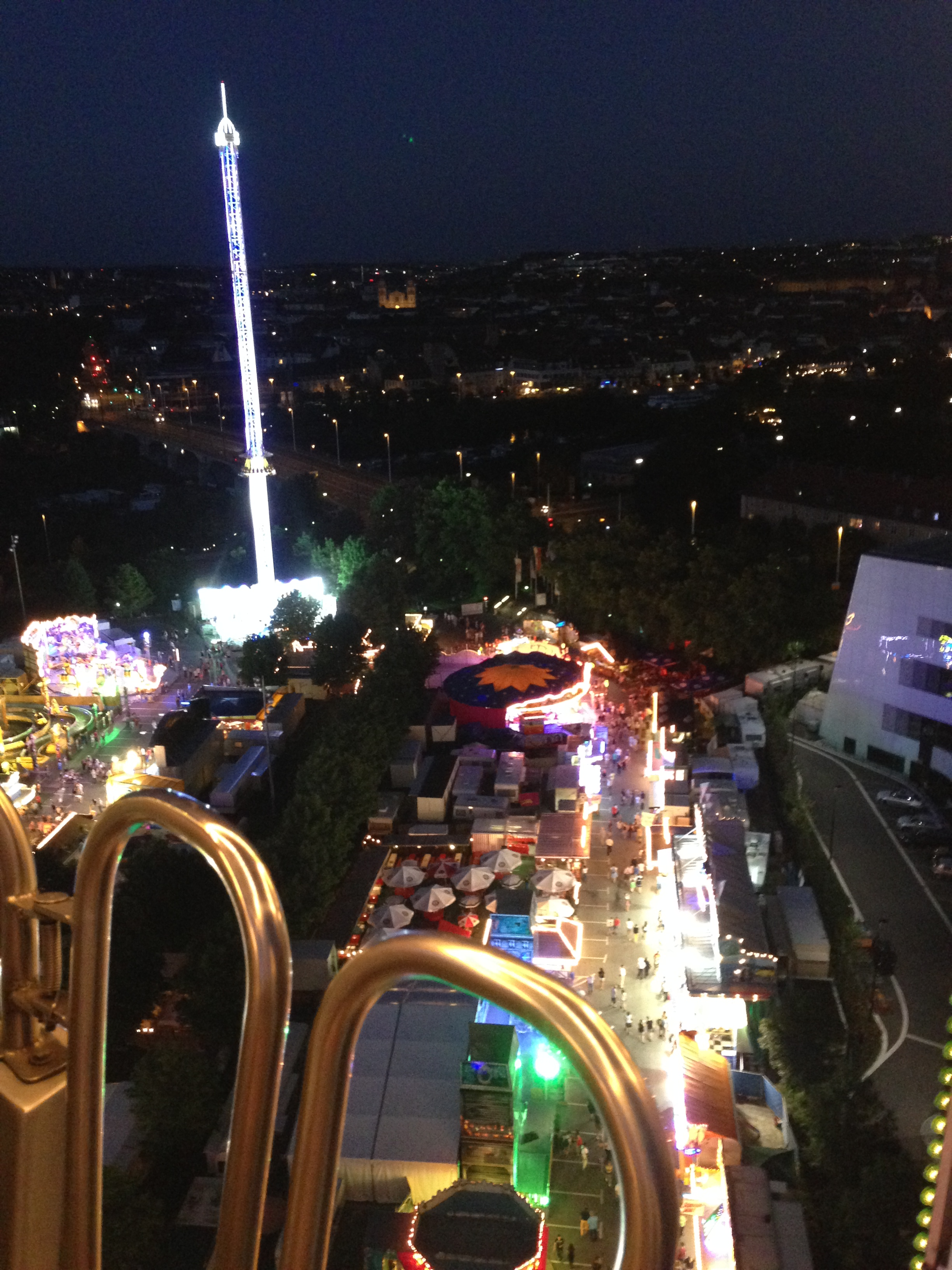
Kiliani-Volksfest 2014 vom Riesenrad

Das Kiliani-Volksfest (unterfränkisch auch Mess genannt) ist ein zweiwöchiges Volksfest, das jährlich von Anfang bis Mitte Juli auf dem Talavera-Parkplatz im Würzburger Stadtteil Zellerau veranstaltet wird. Das Pendant zum Volksfest ist die seit 1030 stattfindende Kilianimesse auf dem Würzburger Marktplatz, welche eine reine Verkaufsmesse ist. Sie wurde 1846 vom Volksfest abgetrennt.
Im Juli 1950 fand das Kiliani-Volksfest erstmals nach dem Zweiten Weltkrieg wieder auf dem Sanderrasen statt.
Das Fest bietet zahlreiche Fahrgeschäfte sowie Bierzelte auf dem Festgelände. Jedes Jahr besuchen bis zu eine Million Besucher das Kiliani-Volksfest. Im Jahr 2015 waren es ca. 790.000 Besucher.
Das Volksfest wird durch ein Feuerwerk eröffnet und durch ein Abschlussfeuerwerk beschlossen.
Es findet im Rahmen der Kiliani-Oktav statt, die jedes Jahr in der Woche um den 8. Juli begangen wird.